# Connexxion GTW
De Connexxion GTW was een elektrisch treinstel van het type GelenkTriebwagen van Stadler Rail. Het reed van 2 april 2013 tot 11 december 2016 bij Connexxion op de Valleilijn (van oudsher bekend als de "kippenlijn" tussen Amersfoort en Ede-Wageningen) en vulde de Protos-treinstellen op deze lijn aan. Het verving een Plan V-treinstel dat aan het eind van zijn levensduur was gekomen. Per 14 december 2016 wordt het treinstel bij Arriva ingezet op de Vechtdallijnen als treinstel (10)525 als vervanging van de (10)520 die bij het spoorongeluk bij Dalfsen zwaar beschadigd is geraakt.
Oorspronkelijk zou een bestaand prototype van de Protos verbouwd worden, maar door problemen met de fabrikant kwam dit niet in dienst. Daarom werd er een GTW-treinstel aangeschaft uit een optie voor de concessie Vechtdallijnen van Arriva, dat een groot aantal Stadler GTW's onder de naam Spurt in gebruik heeft op diverse trajecten in Nederland. Het Connexxion-exemplaar, genummerd 5037, verscheen op 2 april 2013 voor het eerst in de reizigersdienst.
Het treinstel had een gratis wifi-netwerk, er waren stopcontacten 230 volt ~ voor onder meer laptop in de eerste klas en was er een stopcontact aanwezig op elk balkon, een eerste klas-afdeling, een stilteafdeling, een toilet (in gebruik genomen na overname door Arriva) en een ruimte voor de treinsteward. Het kon in treinschakeling rijden met soortgenoten, maar niet met de Protos-treinstellen van de Valleilijn, die een afwijkende bediening en rijkarakteristiek hadden. Van de automatische Scharfenbergkoppelingen werd in de dagelijkse praktijk dan ook geen gebruik gemaakt. Het treinstel van de Valleilijn werd door Connexxion zelf onderhouden in een werkplaats in Amersfoort. Het design van de GTW werd door de EN 15227-norm niet meer toegelaten op het Nederlandse spoor.
Op 15 april 2016 werd bekend dat Connexxion twee Stadler FLIRT-treinstellen heeft besteld voor een bedrag van 15,4 miljoen euro, waarvan een bedoeld was ter vervanging van het GTW-stel. Het treinstel werd per 11 december 2016 doorgeschoven naar Arriva voor inzet op de Vechtdallijnen. Hier was het als stel (10)525 gaan rijden, in de eerste instantie ter vervanging van treinstel (10)520, dat 23 februari 2016 verongelukte bij Dalfsen (Bron: Rail Magazine 340). Om de tussentijdse materieel schaarste op te vangen reden sinds 12 december 2016 uitwisselend twee diesel-GTWs van Hermes (dochteronderneming van Connexxion) op de Valleilijn. Met de indienststelling van de FLIRTs waren deze van de Valleilijn verdwenen.
Bij Arriva werd de 5037 hernummerd naar (10)525 en van Arriva-logo's voorzien. Het treinstel behield tijdens de inzet wel zijn lichtblauwe Valleilijn-kleuren. Op 6 augustus 2017 vertrok de 10525 naar Talbot in Aken om daar in de Vechtdallijnen-huisstijl bestickerd te worden. Sinds 10 september 2017 werd het stel weer op de Vechtdallijnen ingezet. Op 5 juli 2022 is dit treinstel (Arriva-treinstel (10)525) vernoemd naar Reinier Paping.

## Gegevens
| Concessie  | Type        | Aandrijving | Toilet | Aantal | Series | In dienst | Vermogen | Zitpl. | Orderkosten |
| ---------- | ----------- | ----------- | ------ | ------ | ------ | --------- | -------- | ------ | ----------- |
| Valleilijn | GTW-EMU 2/8 | Elektrisch  | ja     | 1      | 5037   | 2013      | 750 kW   | 173    |             |

## Inzet
Het treinstel werd tussen 2 april 2013 en 10 december 2016 bij Connexxion ingezet op de Valleilijn. Sinds 14 december 2016 wordt het treinstel bij Arriva ingezet op de als treinstel (10)525.

## Galerij

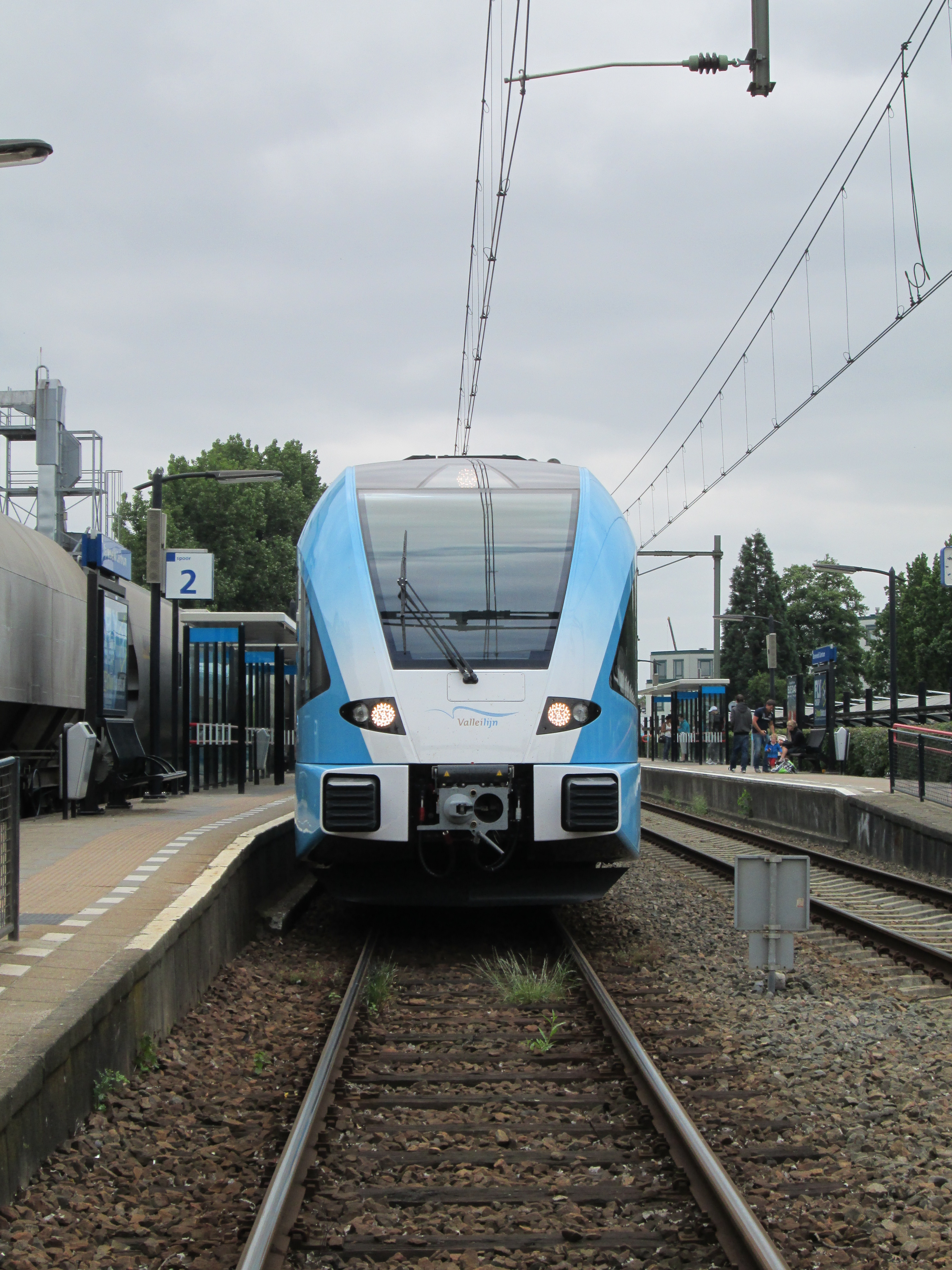
Voorkant Connexxion GTW
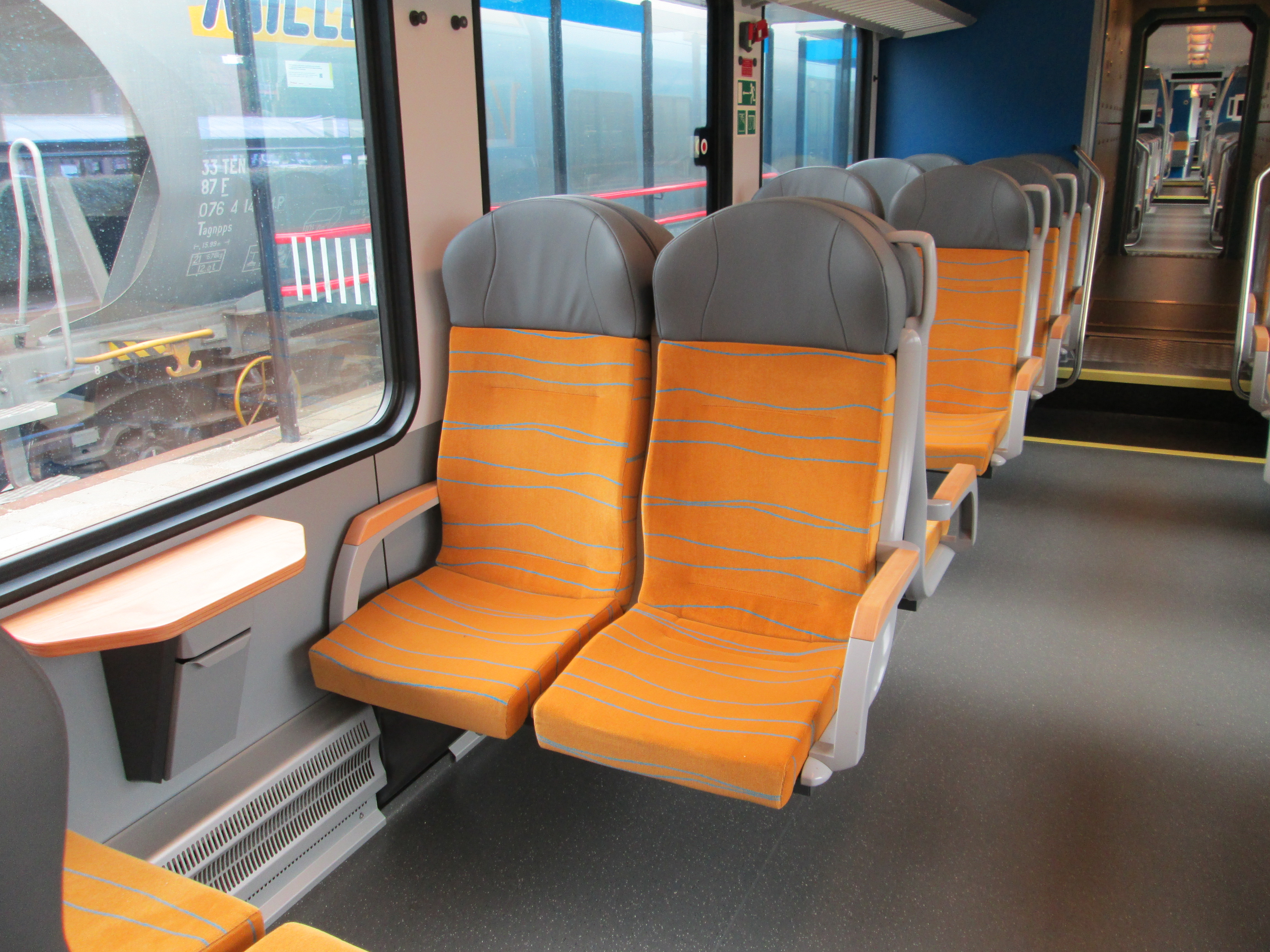
2e klasse Connexxion GTW
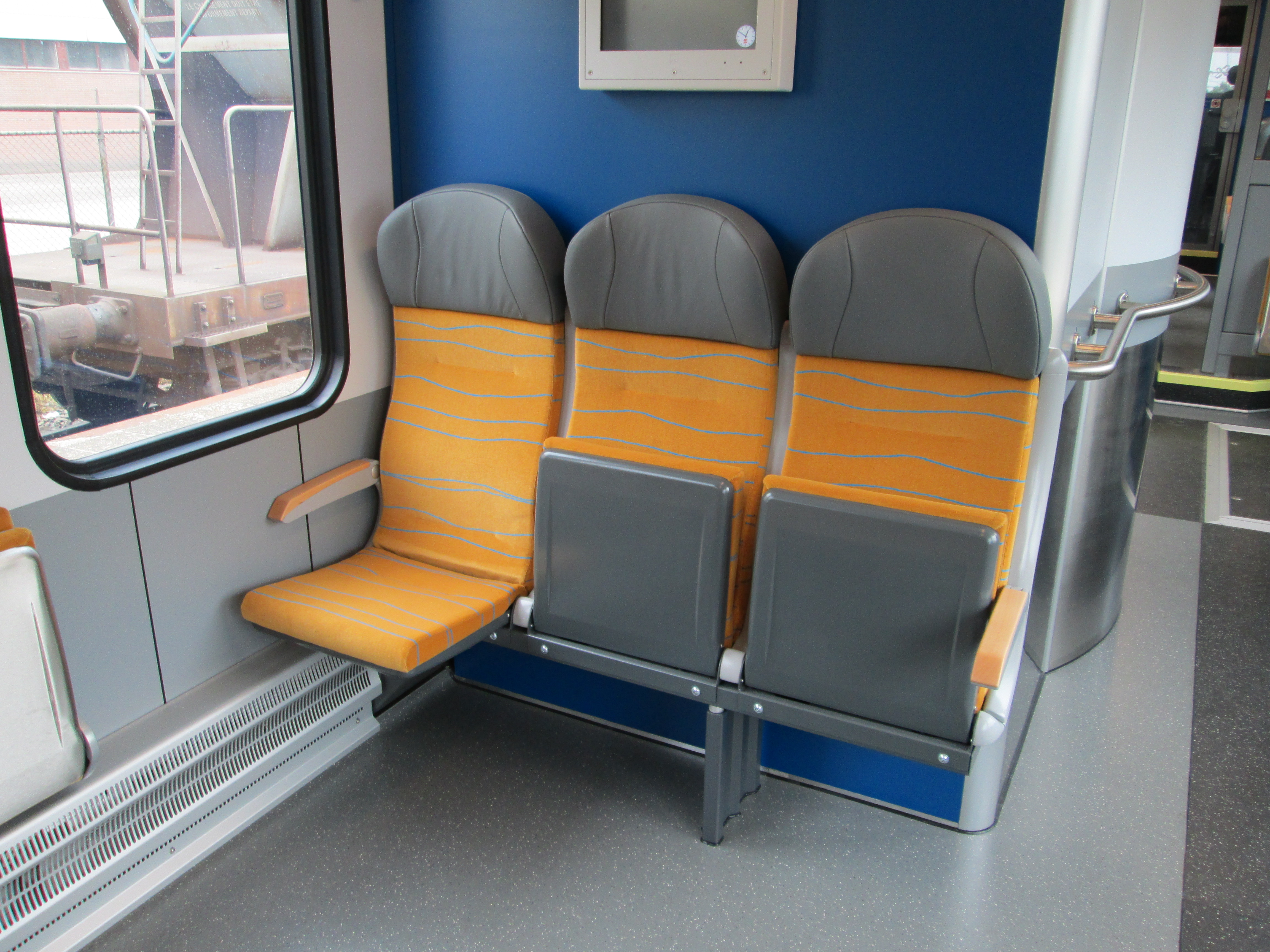
3 stoelen naast elkaar in de Connexxion GTW
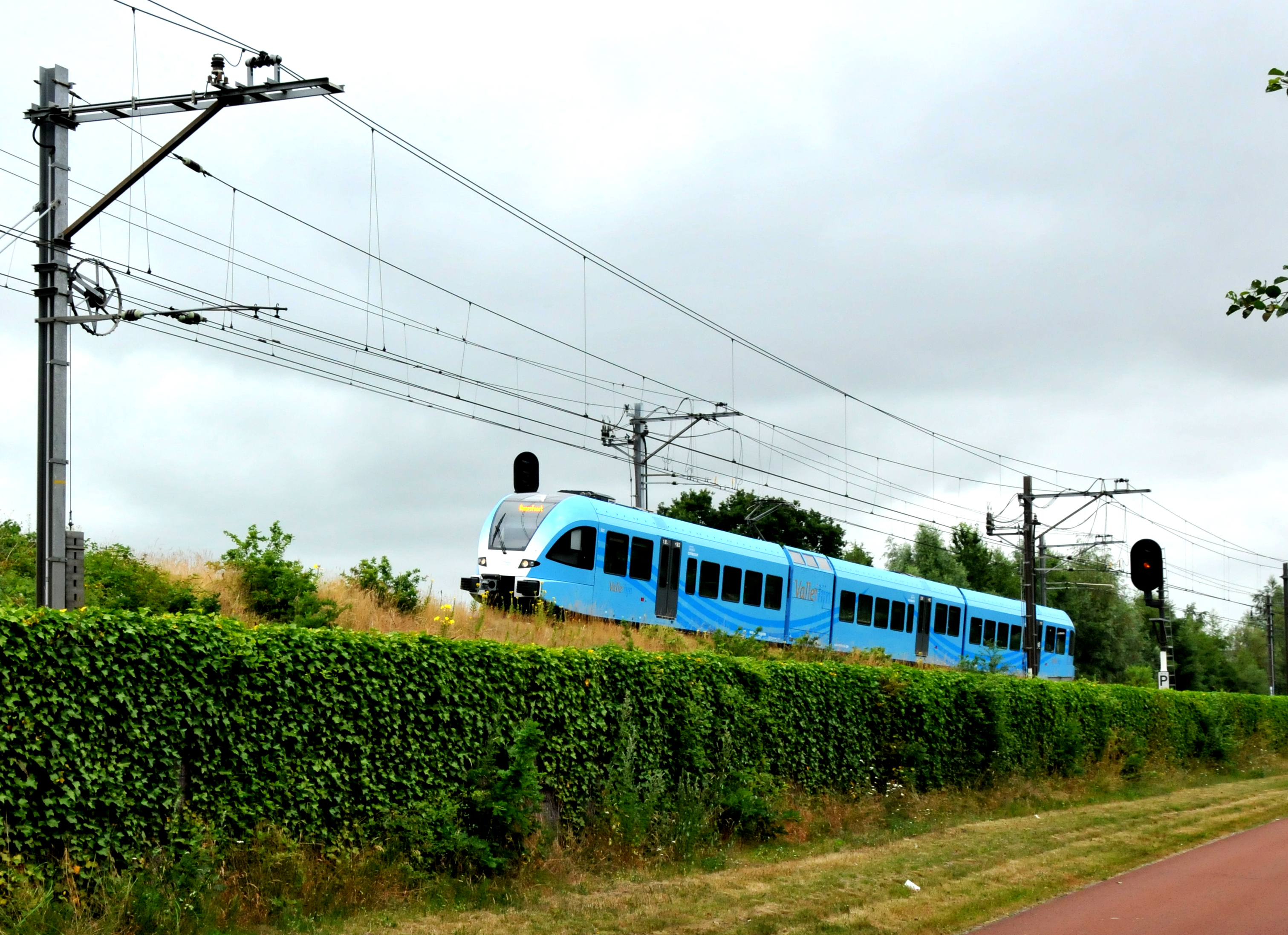
Connexxion treinstel 5037 van de Valleilijn, te Amersfoort.
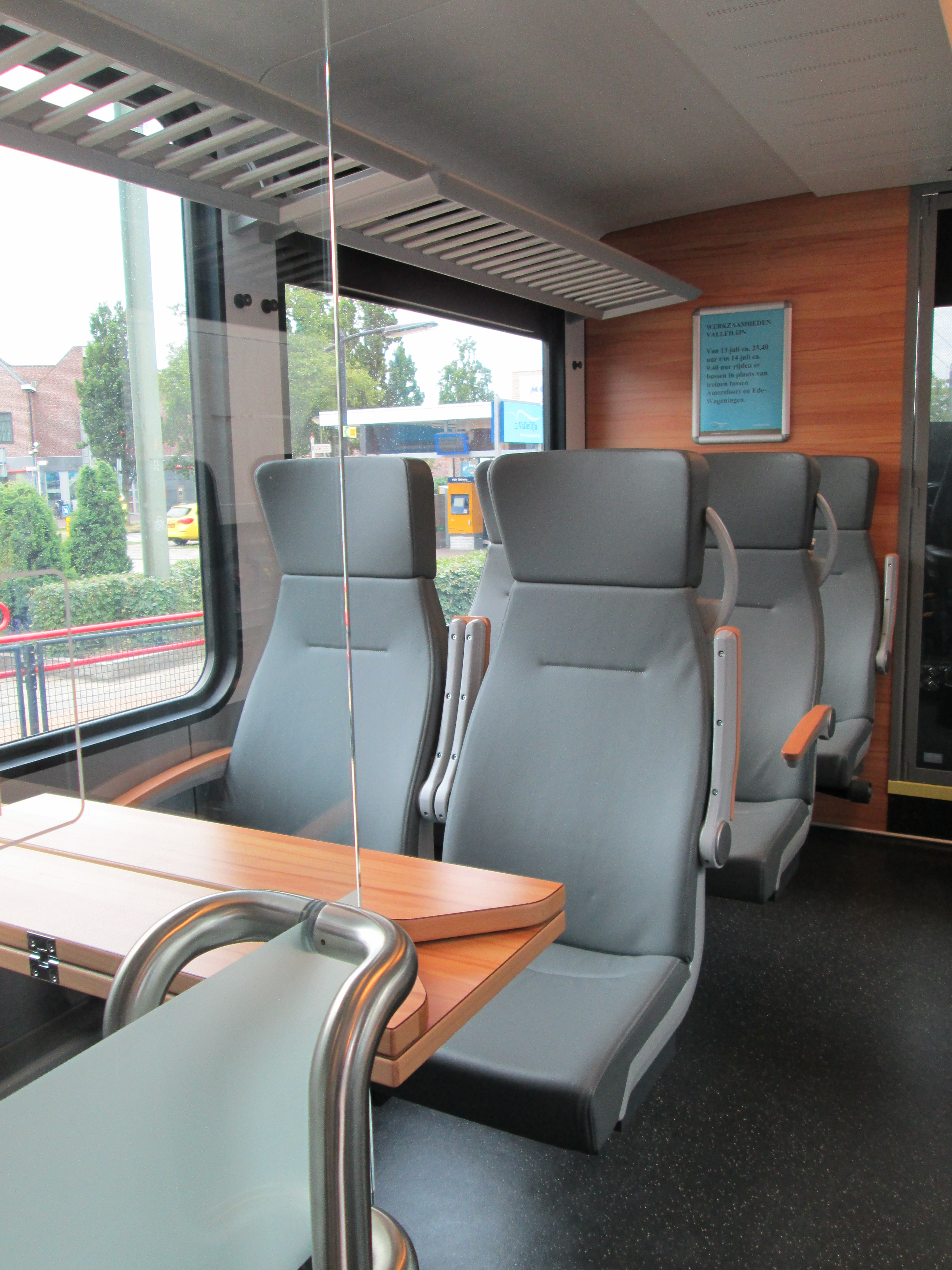
1ste klasse Connexxion GTW
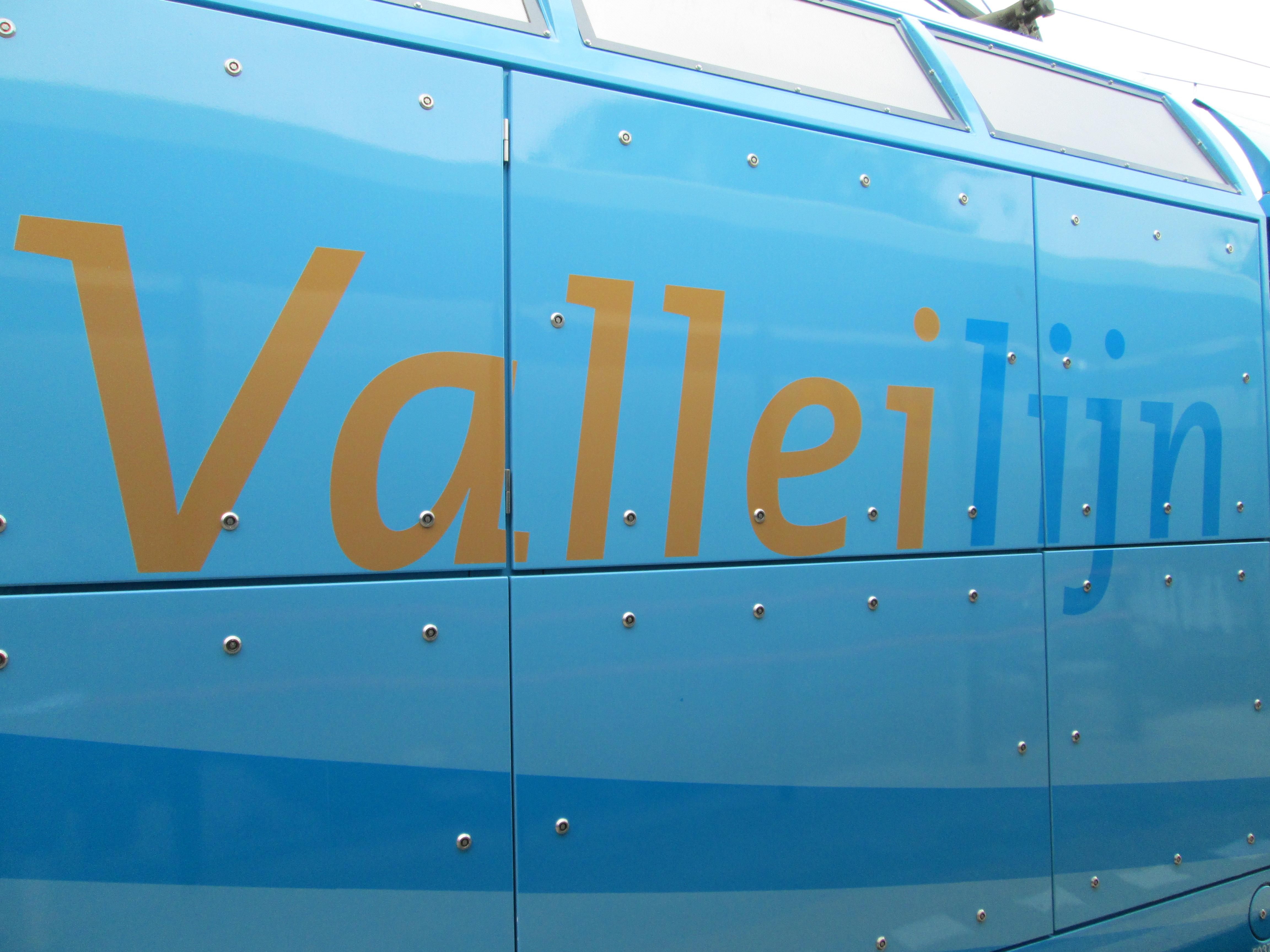
Motorpack Connexxion GTW
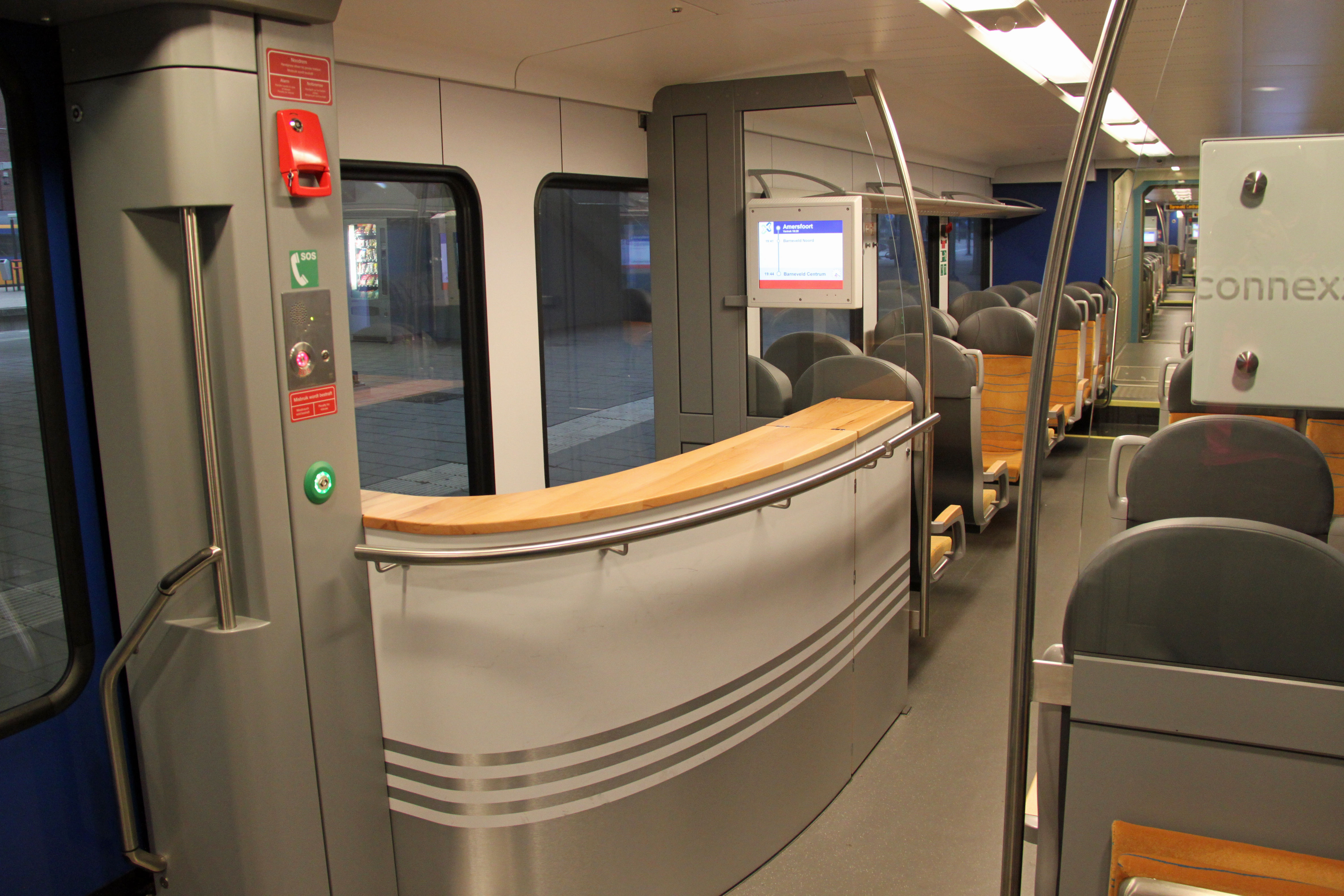
De schijnbaar overbodige stewardbalie in de Connexxion GTW. Deze trein is in dezelfde order geplaatst als de Vechtdallijnen-stellen.
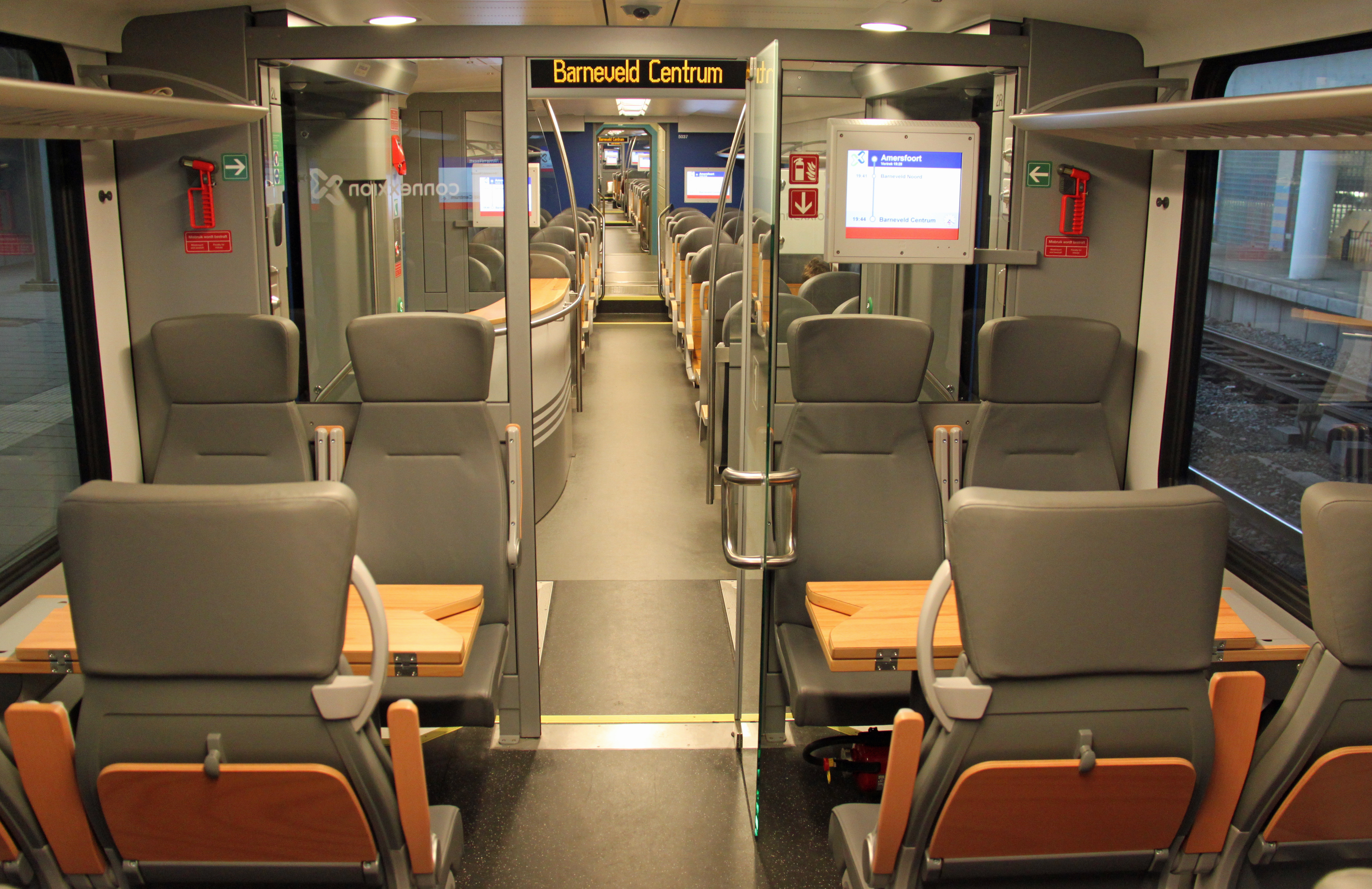
Interieur 1e klasse Connexxion GTW
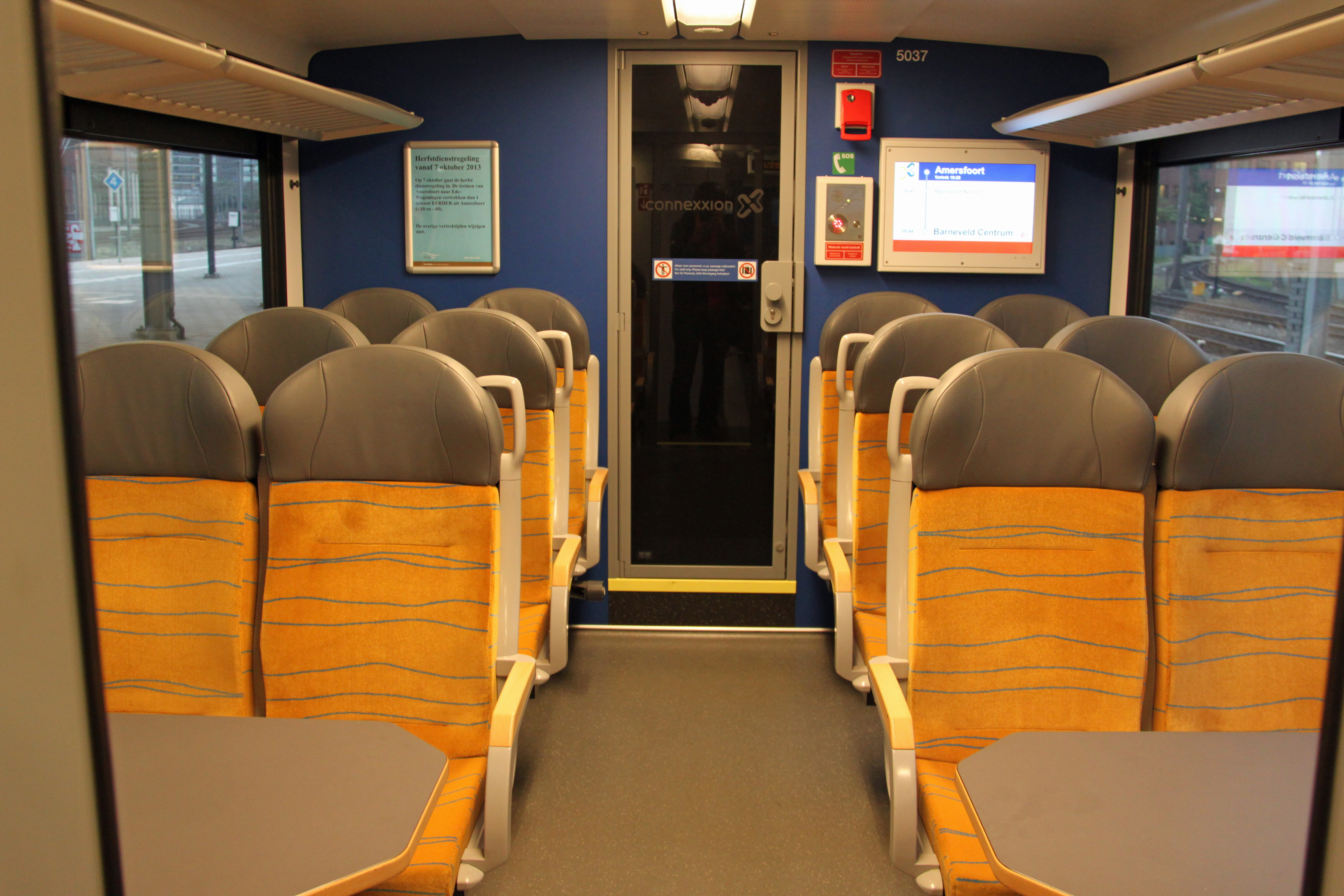
Interieur 2e klasse Connexxion GTW
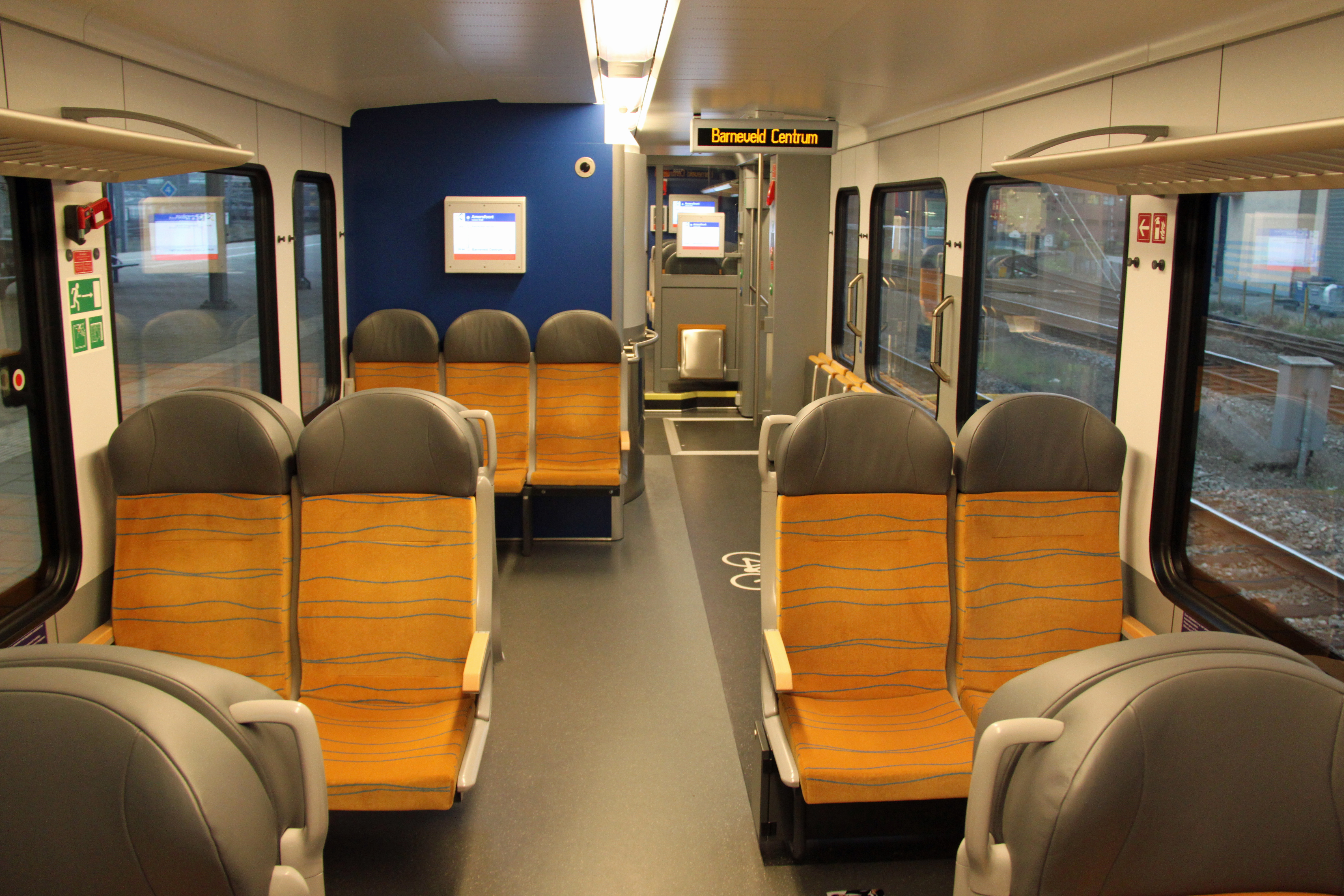
Interieur 2e klasse Connexxion GTW
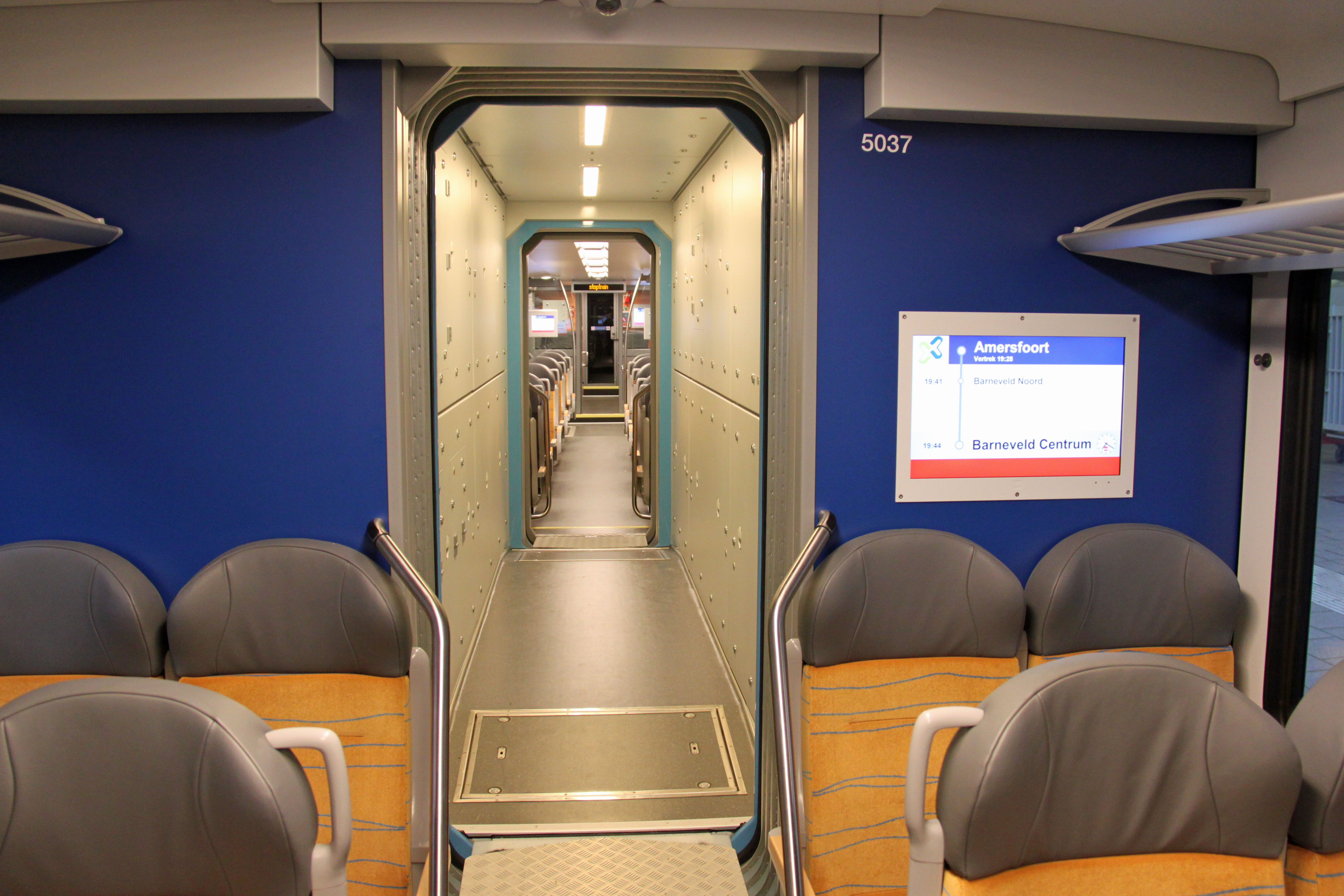
Bakovergang in de Connexxion GTW
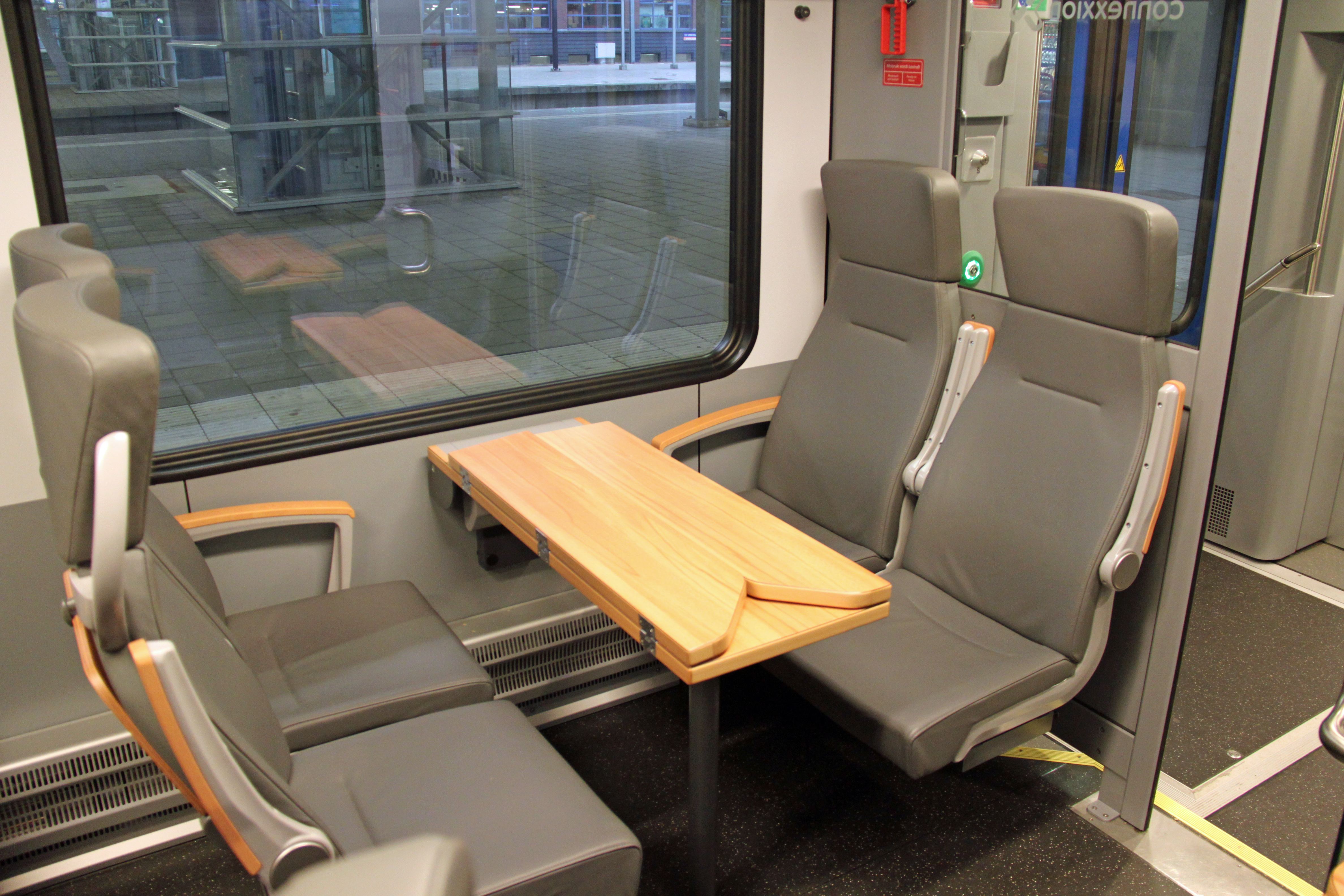
Interieur 1e klasse Connexxion GTW